# جيريمي هورن (لاعب كرة قدم أمريكية)
جيريمي هورن (بالإنجليزية: Jeremy Horne)‏ هو لاعب كرة قدم أمريكية أمريكي، ولد في 25 أكتوبر 1986 في ألباني في الولايات المتحدة.

## وصلات خارجية
- جيريمي هورن على موقع مرجع كرة القدم المحترفة.كوم (الإنجليزية)
- جيريمي هورن على موقع كلية كرة القدم في سبورتس رفرنس.كوم (الإنجليزية)